# Sławomir Pajor

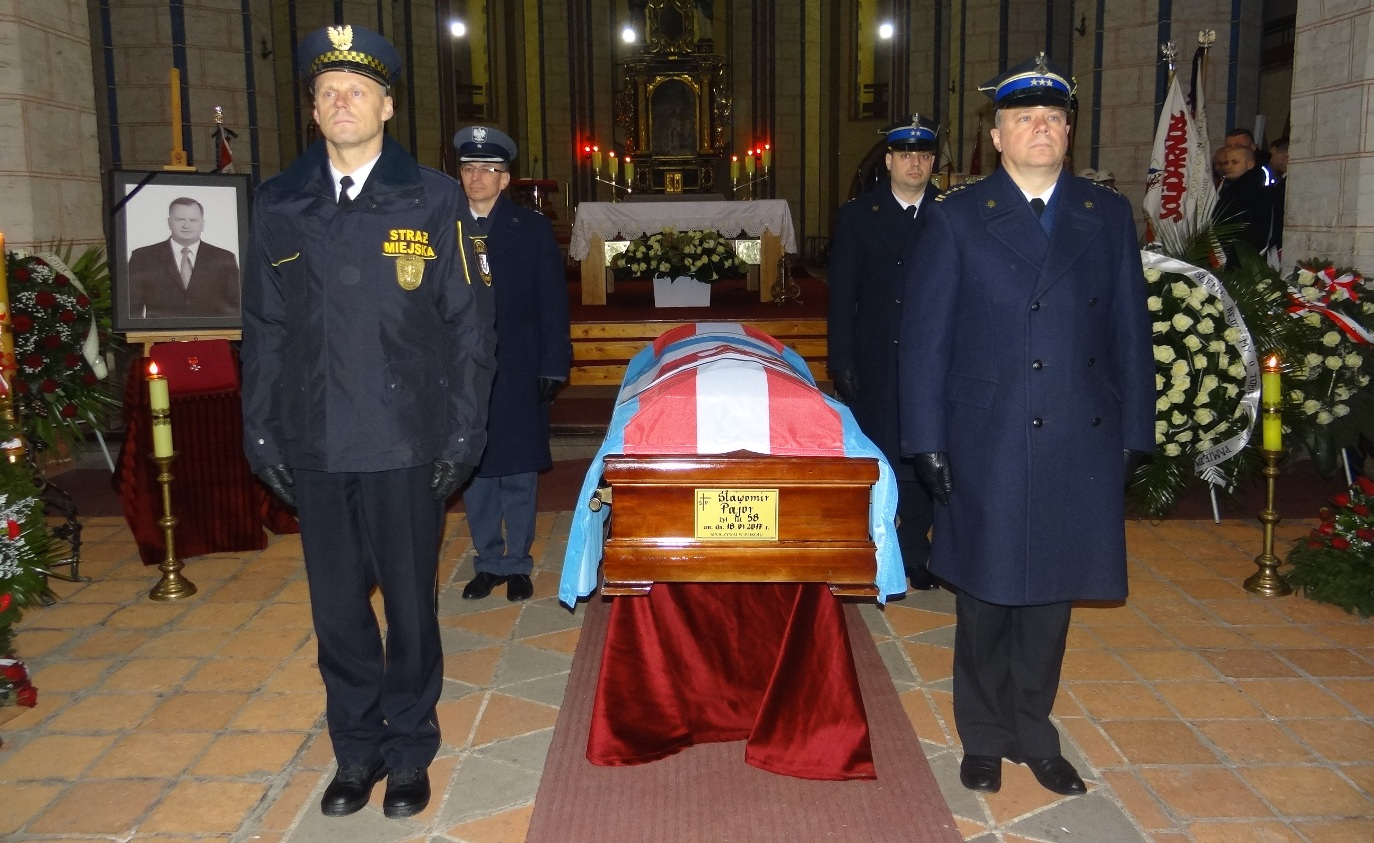
Uroczystości pogrzebowe prezydenta Stargardu Sławomira Pajora. Stargard, 23 stycznia 2017

Sławomir Leon Pajor (ur. 16 lutego 1959 w Pyrzycach, zm. 18 stycznia 2017 w Stargardzie) – polski polityk i samorządowiec, w latach 2002–2017 prezydent Stargardu (do 2015 Stargardu Szczecińskiego).

## Życiorys
Syn Bronisława i Haliny. Ukończył studia ekonomiczne na Uniwersytecie Szczecińskim. Początkowo pracował jako dyżurny ruchu i zawiadowca stacji w PKP. Następnie był zatrudniony w administracji samorządowej, m.in. jako kierownik urzędów rejonowych w Stargardzie Szczecińskim i Pyrzycach oraz powiatowego urzędu pracy w Łobzie. Był także m.in. dyrektorem Wojewódzkiego Urzędu Pracy w Szczecinie i wicedyrektorem oddziału regionalnego Agencji Restrukturyzacji i Modernizacji Rolnictwa.
W latach 1990–1994 zasiadał w radzie miasta Pyrzyce. Od 1998 do 2002 był radnym sejmiku zachodniopomorskiego z ramienia Akcji Wyborczej Solidarność. Do czasu rozwiązania partii w 2004 związany z Ruchem Społecznym.
W 2002 wygrał wybory na urząd prezydenta Stargardu Szczecińskiego. W kolejnych wyborach w 2006 skutecznie ubiegał się o reelekcję jako bezpartyjny z listy Prawa i Sprawiedliwości, zwyciężając w II turze. W wyborach w 2010 ponownie wystartował (z listy KWW Sławomira Pajora Stargard XXI), wygrywając w I turze.
W 2014 został wybrany na kolejną kadencję w II turze głosowania – kandydując z ramienia komitetu wyborczego zorganizowanego przez jego lokalne ugrupowanie i Platformę Obywatelską.
Zmarł 18 stycznia 2017 w Stargardzie na zator płucny. Msza pogrzebowa celebrowana przez arcybiskupa Andrzeja Dzięgę odbyła się 23 stycznia 2017 w Kolegiacie Mariackiej w Stargardzie. Sławomir Pajor został następnie pochowany na cmentarzu komunalnym przy ul. Kościuszki.
Sławomir Pajor był żonaty, miał córkę Martę.

## Odznaczenia i wyróżnienia
- Krzyż Kawalerski Orderu Odrodzenia Polski (2017, pośmiertnie)[7][8]
- Odznaka Honorowa za Zasługi dla Samorządu Terytorialnego (2015)[9]
- Złota Odznaka Honorowa Gryfa Zachodniopomorskiego (2017, pośmiertnie)[5]
- Medal „Zasłużony dla Miasta Stargardu” (2018, pośmiertnie)[10]